# Louis-Jean Calvet
Louis-Jean Calvet (5 de abril de 1942) é um linguista francês.

## Biografia
Louis-Jean Calvet é um reputado linguista e sociólogo francês, reconhecido por suas contribuições à sociolinguística. Ele produziu trabalhos significativos no campo das relações entre a linguagem, o poder e o colonialismo, e suas contribuições mudaram a percepção das dinâmicas lingüísticas nas sociedades contemporâneas. Além de sua carreira acadêmica, Calvet foi jornalista e também foi diretor de uma coleção importante da editora Payot, abordando temas culturais e sociais.
Louis-Jean Calvet, nascido em 5 de junho de 1942 em Bizerta cidade da Tunísia doutor em Linguística pela Sorbonne, tem também doutorado em Letras e em Ciências Humanas pela Université Paris-Descartes. Durante os estudos na Sorbonne ele fez sua tese sob orientação de André Martinet intitulada: "Le système des sigles en français contemporain". Mais tarde completou o doutorado com mais uma pesquisa: "Langue, corps, société". Ele também foi professor da Sorbonne onde lecionou Sociolinguística até 1999, além de também ter atuado na Université Paris-Descartes e Université Aix-Marseille, cargos que ocupou até 2012. Hoje é professor da Universidade de Provence (Aix-Marseille 1).
De sua primeira obra, "Linguistique et colonialisme", em que apresentou o conceito de glotofagia, ele analisou as relações entre o discurso linguístico e o discurso colonial bem como as relações entre a língua e o poder em "La guerre des langues" (1987) e o papel das línguas nas cidades em "Les voix de la ville" (1994) . Assim, ele fez uma contribuição real ao desenvolvimento da sociolinguística na França, sendo um de seus maiores representantes; suas obras foram traduzidas em mais de vinte idiomas e ele recebeu convites para dar conferências em muitas universidades do mundo .
Por vários anos, ele atuou como diretor da coleção Langages et Sociétés, publicada pela editora Payot, onde publicou obras de autores como Sylvain Auroux, Morris Swadesh, André Chervel, Christian Cuxac, Tullio De Mauro, Ivan Fonagy, Nancy Huston, Jean-Didier Urbain e Marina Yaguello, entre outros. Além de sua atuação acadêmica, Calvet é também jornalista e escreve para o semanário Politique Hebdo, onde analisa fenômenos culturais, especialmente musicais, sob uma perspectiva sociológica e política, além de tratar de questões relacionadas a minorias étnicas e linguísticas.
No Brasil, ele publicou Sociolinguística — uma introdução crítica (Parábola Editorial, 2002) e é constantemente convidado a fazer conferências e palestras
Ele foi agraciado com o Sociolinguists Worldwide Award em 2012, o prêmio Ptolomeu do Fórum Internacional de Geografia em 2016, e o prêmio George Dumézil da Academia Francesa em 2017 por sua obra "La Méditerranée, mer de nos langues".
Calvet possuía opiniões e abordagens importantes para a linguística e a sociolinguística. Entre as suas principais concepções, encontram-se:
Glotofagia: Ele criou o conceito de glotofagia para descrever a devoração de línguas, chamando a atenção para como as línguas dominantes podem exterminar línguas minoritárias.
Relação entre linguagem e poder: Calvet explorou como a linguagem estava intimamente ligada às relações de poder -- principalmente em situações coloniais e pós-coloniais, onde o discurso linguístico pode perpetuar relações sociais não equitativas.
Identidade e diversidade linguística: Ele propôs a relevância da diversidade linguística como um elemento essencial da identidade cultural e social, alegando que a perda de línguas deveria ser encarada como perda de culturas.
Sociolinguística urbana: Em seus escritos, ele também discutiu o papel da língua nas cidades, enfatizando como os espaços urbanos afetam o uso e a representação das línguas.
A importância do contexto social: acreditava que para se entender a linguagem era preciso ter em consideração o contexto social e histórico ao qual ela estava vinculada.
Essas concepções demonstravam sua preocupação com as questões sociais e culturais relacionadas à linguagem, dando vida a uma visão crítica e envolvida em sociolinguista.

## Publicações
- 1969: Dynamique des groupes et pédagogie, Bureau pour l'enseignement de la langue et de la civilisation françaises à l'étranger
- 1973: Roland Barthes ; un regard politique sur le signe, Payot (Petite bibliothèque Payot)
- 1974: Linguistique et colonialisme, petit traité de glottophagie, Payot (Petite bibliothèque Payot); traduit en allemand ("Die Sprachenfresser. Ein Versuch über Linguistik und Kolonialismus", 1978)
- 1975: Pour et contre Saussure : vers une linguistique sociale Payot (Petite bibliothèque Payot)
- Marxisme et linguistique. Marx, Engels, Lafargue, Staline, précédé de Sous les pavés de Staline la plage de Freud?, Paris, Payot, coll. "Langages et sociétés", 1977.
- 1978: Faut-il brûler Sardou ?, avec Jean-Claude Klein, Savelli
- 1980: Les Sigles, PUF (Que sais-je ?, n° 1811)
- 1981: Les Langues véhiculaires, PUF (Que sais-je ?, n° 1916)
- 1984: La Tradition orale, PUF (Que sais-je ?, n° 2122)
- 1985: direction du dossier « Les musiques métissées » de la revue Vibrations. Musiques, médias, société
- 1988: direction du dossier « La scène » de la revue Vibrations. Musiques, médias, société
- 1990: Roland Barthes, Flammarion
- 1993: La Sociolinguistique, PUF (Que sais-je ?, n° 2731)
- 1994: L'Argot, PUF (Que sais-je ?, n° 700)
- 1994: Les Voix de la ville, Introduction à la sociolinguistique urbaine, Payot
- 1996: Les Politiques linguistiques, PUF (Que sais-je ?, n° 3075)
- 1996: Histoire de l'écriture, Plon
- 1999: Pour une écologie des langues du monde, Plon
- 2003: Léo Ferré, Flammarion
- 2004: Essais de linguistique, la langue est-elle une invention des linguistes ?, Plon
- 2006: 100 ans de chanson française, l'Archipel
- 2006: Combat pour l'Élysée, en collaboration avec Jean Véronis, Seuil
- 2008: Les Mots de Nicolas Sarkozy, en collaboration avec Jean Véronis, Seuil
- 2010: Le Jeu du signe, Seuil
- 2010: Le Français en Afrique, l'Archipel
- 2011: Il était une fois 7000 langues, Fayard
- 2013: Chansons, la bande son de notre histoire, l'Archipel
- 2013: Les Confettis de Babel. Diversité linguistique et politique des langues, en collaboration avec Alain Calvet, Ecriture
- 2014: Georges Moustaki, une vie, l'Archipel
- 2016: La Méditerranée, mer de nos langues, CNRS éditions
- 2019: My tailor is still rich, les glottotropies à travers l'histoire de la méthode Assimil, CNRS éditions

## Honrarias
Ele recebeu o Sociolinguists Worldwide Award em 2012, o prêmio Ptolomeu do Fórum Internacional de Geografia em 2016, e o prêmio George Dumézil da Academia Francesa em 2017 por sua obra La Méditerranée, mer de nos langues.